# روگوزوفکا
روگوزوفکا (به لاتین: Rogozovka) یک منطقهٔ مسکونی در روسیه است که در استان آمور واقع شده‌است.